# Gabriele Tinti (poeta)
Gabriele Tinti  es un poeta y escritor italiano.

### Biografía
Tinti encuentra inspiración para sus escritos en algunas obras maestras del arte antiguo como El Púgil en reposo, El Gálata Ludovisi, el Atleta victorioso o de Fano, el Fauno Barberini, El Discóbolo, los mármoles del Partenón, el Hércules Farnesio y muchas otras, en colaboración con instituciones como el Museo Arqueológico Nacional de Nápoles, los Museos Capitolinos, el Museo Nacional Romano, el Museo Ara Pacis, el Museo J. Paul Getty de Los Ángeles, el British Museum de Londres, el Museo Metropolitano de Arte de Nueva York, el LACMA de Los Ángeles y la Gliptoteca de Múnich.
En 2014 fue invitado a participar en la Special Edition Series del SouthBank Center de Londres.
En 2016 publicó Últimas palabras (Skira Rizzoli) en colaboración con el artista estadounidense Andres Serrano.
Entre 2016 y 2018 compuso algunos poemas inspirados en las obras maestras de Giorgio de Chirico de tema mitológico. Sus textos han sido leídos en el Museo Metropolitano de Arte y en la Museo Guggenheim de Venecia por Burt Young, en el MoMA en Nueva York por Vincent Piazza y en el Museo del Novecento de Milán por Alessandro Haber.
En 2018, su proyecto de poesía ecfrástica "Ruinas" fue distinguido con el Premio Montale en una ceremonia celebrada en el Museo Nacional Romano del Palacio Altemps.
Ese mismo año extendió su obra inspirada en las obras maestras del arte también a la pintura renacentista, con una lectura en la Pinacoteca de Brera y en la Galería Nacional del Palazzo Spinola, colaborando nuevamente con el actor Alessandro Haber.

### Poética
Su obra se concentra en el tema de la muerte y del sufrimiento y está compuesta principalmente en forma de poesía ecfrástica y epigramática. La humanidad que cantan sus poemas se centra en los dramas de boxeadores, suicidas, héroes derrotados y discapacitados.

### Colaboraciones
Sus poemas han sido leídos por actores como Joe Mantegna, Robert Davi, Marton Csokas, Vincent Piazza, Michael Imperioli, Franco Nero, Burt Young, Luigi Lo Cascio, Alessandro Haber, Enrico Lo Verso y Jamie McShane.

### Colaboración con Kevin Spacey
En 2019 colaboró con el dos veces ganador del Oscar Kevin Spacey. Después de su regreso a la pantalla con el video Let me be Frank, que atrajo millones de visitas, Spacey leyó los poemas de Tinti inspirados por El Púgil en reposo, una obra maestra de la escultura antigua conservada en el Museo Nacional Romano del Palazzo Massimo. La lectura supuso el regreso del actor a la escena y la noticia fue recogida por la prensa de todo el mundo

## Obra

### Libros
- The way of the cross, Umberto Allemandi & C, Turin – Venise – New York – Londres, 2011, ISBN 9788842220923
- Ring the means of illusion, Revolver Publishing, Berlín, 2014 ISBN 9783868952360
- All over, Mimesis Edizioni, Milan, 2013 ISBN 9788857519357
- Last words, Skira, Milan, New York, 2016 ISBN 9788857224244
- The earth will come to laugh and to feast, Powerhouse Books, New York, 2020 ISBN  9781576879481
- Rovine, Libri Scheiwiller, Milan; Eris Press, London, 2021 ISBN 9788876446856
- Sanguinamenti, La nave di Teseo, Milan, 2022 ISBN  9788834610251

### Filmografía
- 2015 Il pugile – Parte I, Museo J. Paul Getty, con el actor Robert Davi
- 2015 Il pugile – Parte II, Museo J. Paul Getty, con el actor Robert Davi
- 2016 Hercules, LACMA con el actor Joe Mantegna
- 2016 La nostalgia del poeta, Rai, con el actor Alessandro Haber
- 2016 Idols, masks, Gliptoteca, con el actor, Hans Kremer
- 2017 Il poeta, Rai, con el actor Alessandro Haber
- 2017 Rovine, Rai, con el actor Alessandro Haber
- 2018 Apollo, Rai, con el actor Alessandro Haber
- 2018 Il pugile, Rai, con el actor Alessandro Haber
- 2019 Il Cantore, Rai, con el actor Alessandro Haber
- 2019 Doryphorus, Enciclopedia Treccani, con el actor Robert Davi
- 2019 Apollo, Enciclopedia Treccani, con el actor Robert Davi
- 2019 Ercole, Enciclopedia Treccani, con el actor Robert Davi
- 2019 Esiodo, Enciclopedia Treccani, con el actor Robert Davi
- 2019 Ermes, Enciclopedia Treccani, Los Angeles County Museum of Art, con el actor Robert Davi
- 2019 Tirannicidi, Enciclopedia Treccani, con el actor Robert Davi
- 2019 La Battaglia di Alessandro, Enciclopedia Treccani, con el actor Robert Davi
- 2019 Corridori, Enciclopedia Treccani, con el actor Robert Davi
- 2019 Il Pugile, Museo Nacional Romano, con el actor Kevin Spacey
- 2019 Icaro, Enciclopedia Treccani, con el actor Marton Csokas
- 2019 Polimia, Enciclopedia Treccani, con el actor Marton Csokas
- 2019 Anacreonte, Enciclopedia Treccani, con el actor Marton Csokas
- 2019 Teseo, Enciclopedia Treccani, con el actor Marton Csokas
- 2019 I Bronzi di Riace, Enciclopedia Treccani, con el actor Robert Davi
- 2020 Il pugile, MIBACT, con el actor Franco Nero
- 2020 Canti di pietra, MIBACT, con el actor Franco Nero
- 2021 Bleedings, Rai, con el actor Abel Ferrara
- 2022 Prometeo, Rai, con  el actor Abel Ferrara
- 2022 Cristo deriso, Rai, con el actor Abel Ferrara
- 2022 Icaro, Rai, con el actor Abel Ferrara